# Tekolďany
Tekolďany (Hongaars: Tököld) is een Slowaakse gemeente in de regio Trnava, en maakt deel uit van het district Hlohovec.
Tekolďany telt 155 inwoners.